# Pulteney
Pulteney ([paltnej]) je skotská palírna společnosti Inver House Distillers nacházející se ve městě Wick v kraji Caithness, jež vyrábí skotskou sladovou whisky. Palírna byla založena v roce 1826 a produkuje čistou sladovou whisky. Tato stará palírna má jen dva kotle a produkuje whisky značky Old Pulteney, což je osmiletá whisky s obsahem alkoholu 40 %.